# Dicranomyia sponsa
Dicranomyia sponsa är en tvåvingeart som beskrevs av Alexander 1922. Dicranomyia sponsa ingår i släktet Dicranomyia och familjen småharkrankar. Inga underarter finns listade i Catalogue of Life.